# Dactylobiotus grandipes
Dactylobiotus grandipes är en djurart som tillhör fylumet trögkrypare, och som först beskrevs av Schuster, Toftner och Albert A. Grigarick 1978.  Dactylobiotus grandipes ingår i släktet Dactylobiotus och familjen Macrobiotidae. Inga underarter finns listade i Catalogue of Life.